# Łańcuch rowerowy

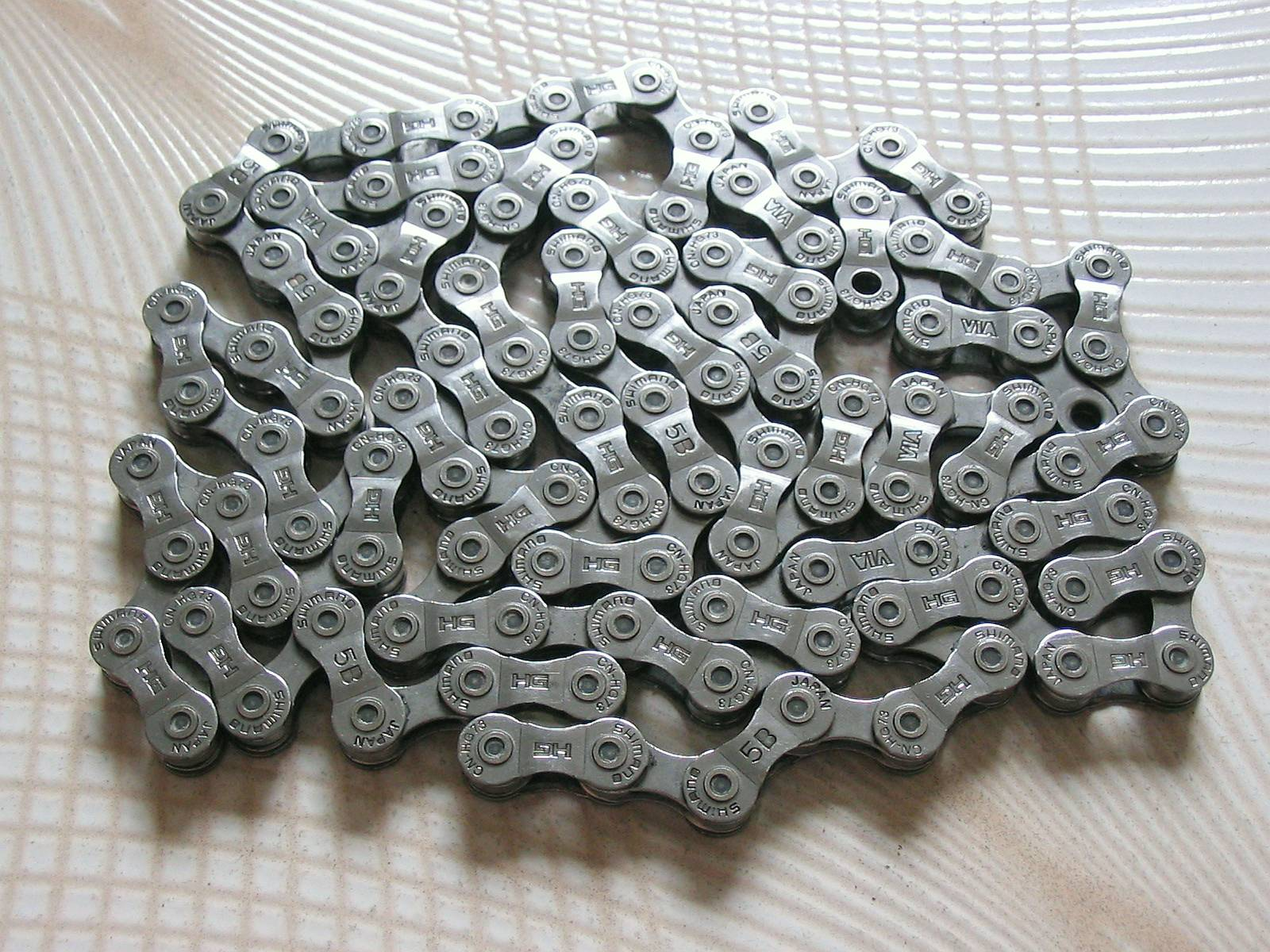
Łańcuch rowerowy Shimano HG73

Łańcuch rowerowy – część układu napędowego roweru, która przenosi ruch obrotowy z przednich zębatek (korba) do tylnych zębatek (kaseta lub wolnobieg).

## Konstrukcja

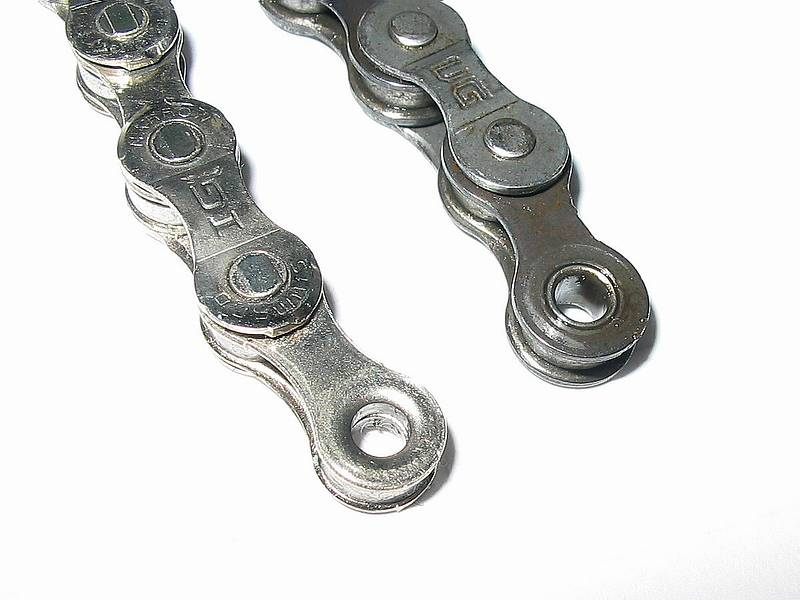
Łańcuchy Shimano: IG z kołnierzami i UG z tulejkami

Łańcuch rowerowy składa się z zestawu ogniw, które dzieli się na wewnętrzne i zewnętrzne. Każde ogniwo zbudowane jest z dwóch równoległych blaszek o specjalnym kształcie, z wyciętymi otworami. Każda para blaszek ogniw zewnętrznych jest ściśle połączona ze sobą za pomocą sworznia. Sworznie przechodzą przez otwory w blaszkach wewnętrznych i opierają się na zagiętych do środka kołnierzach. W starszych łańcuchach przeznaczonych głównie do pracy w napędach bez przerzutek blaszki wewnętrzne nie miały kołnierzy przy otworach, a ich rolę spełniały tulejki, które łączyły pary blaszek na sztywno. Na zewnątrz kołnierzy lub tulejek osadzona jest swobodnie rolka o promieniu zewnętrznym takim, jak zęby w zębatkach rowerowych. Sworznie na końcach są w procesie produkcji lekko rozkuwane, dzięki czemu cała konstrukcja nie rozpada się. Rozkucie nitów jest niewielkie i dlatego łańcuchy rowerowe są sztywne w płaszczyźnie prostopadłej do osi nitów. Łańcuch podlega jednak głównie obciążeniom na rozciąganie, na które winien być odporny – według specyfikacji firmy SRAM, wytrzymałość na zrywanie typowego łańcucha rowerowego wynosi 10 kN.
Większość produkowanych łańcuchów rowerowych jest wykonywanych z rozmaitych gatunków stali. Tylko niektóre ich odmiany posiadają niektóre elementy wykonane z tytanu. Próby stosowania tworzyw i aluminium do produkcji łańcuchów kończyły się jak dotąd niepowodzeniem.
Niemal wszystkie łańcuchy rowerowe mają taką samą podziałkę, czyli odległość między środkami sąsiadujących sworzni, wynoszącą 0,5 cala (12,7 mm). Inne, np. 10 mm, zaproponowane przez Shimano początkowo dla rowerów torowych, nie przyjęły się.

## Normy i rodzaje łańcuchów
Łańcuchy różnią się między sobą szerokością, kształtem blaszek w ogniwach i twardością.

### Podział ze względu na szerokość
Szerokość wewnętrzna, czyli między blaszkami wewnętrznymi wynosi:
- 1/8″ dla napędów bez przerzutek zewnętrznych
- 3/32″ dla napędów wyposażonych w przerzutki zewnętrzne
- 11/128″ dla napędów z kasetami 9-rzędowymi

Szerokość zewnętrzna, czyli długość sworzni:
| Rodzaj łańcucha | Szerokość zewnętrzna |
| --------------- | -------------------- |
| 12-rzędowy      | 5,3 mm               |
| 11-rzędowy      | 5,5 mm               |
| 10-rzędowy      | 6 mm                 |
| 9-rzędowy       | od 6,5 do 7 mm       |
| 6-,7-,8-rzędowy | 7 mm                 |
| Jednorzędowy    | 8,6 mm               |
| 13-rzędowy      | 4,9 mm               |

Szerokość zewnętrzna nie jest ustandaryzowana i nie ma kluczowego znaczenia. Przykładowo, można bez problemu stosować łańcuch 7-rzędowy w napędzie z kasetą ośmiorzędową.
- Długość, czyli ilość ogniw – od 108 do nawet 144[2].

### Podział ze względu na kształt blaszek
Blaszki łańcucha mogą być zupełnie płaskie, jak w przypadku łańcuchów przeznaczonych do napędów jednobiegowych. Blaszki łańcuchów pracujących w napędach z przerzutkami zewnętrznymi zwykle są odpowiednio ponacinane, przeszlifowane, by ułatwić zmianę biegu. Spotykane są normy:
- HyperGlide, Interactive Glide i UniGlide (Shimano)
- PowerGlide (SRAM)
- EXA-Drive, Ultra-Drive (Campagnolo)

## Twardość łańcucha
Producenci łańcuchów nie podają informacji o istnieniu czegoś takiego jak wzrost twardości wraz ze wzrostem grupy. Istnieją tylko łańcuchy ze zwykłymi sworzniami (mniej trwałe) i łańcuchy ze sworzniami pokrytymi warstwą chromu (bardziej trwałe). Błędne jest także przekonanie, że założenie „twardego” łańcucha (wysokiej grupy) do „miękkiej” kasety (niskiej grupy), szybko zniszczy kasetę – kaseta niszczy się głównie przez wyciąganie łańcucha rowerowego, więc używanie łańcucha z wyższej grupy nie ma wpływu na stan kasety z niższej grupy.

## Konserwacja łańcucha
Czynnikiem, który najbardziej wpływa na żywotność łańcucha, jest jego stan: czysty i nasmarowany zużywa się powoli, brudny bardzo szybko. Podstawową zasada mówi, by nie smarować brudnego łańcucha, gdyż olej zmieszany z zanieczyszczeniami ułatwia im penetrację wewnętrznych elementów. Można to zrobić jedynie w skrajnych przypadkach, gdy nie ma możliwości wyczyszczenia łańcucha.

### Czyszczenie
Najtańszą i najskuteczniejszą metodą czyszczenia łańcucha jest zanurzenie go w zamykanym pojemniku z naftą lub innym produktem ropopochodnym, który bardzo dobrze penetruje i odtłuszcza łańcuch. Benzyna ekstrakcyjna schnie znacznie szybciej od nafty, ale z uwagi na niebezpieczne opary najlepiej używać jej na świeżym powietrzu lub w dobrze wentylowanych pomieszczeniach. Można też stosować ekologiczne odtłuszczacze z cytrusów. Należy zdjąć łańcuch z roweru, umieścić go w pojemniku i energicznie nim wstrząsać do chwili, gdy łańcuch będzie czysty (proces ten w gwarze rowerowej jest zwany „szejkowaniem”). Następnie łańcuch powinien być wypłukany i pozostawiony do wysuszenia. Z uwagi na potrzebę rozłączenia łańcucha bardzo przydatne w tej metodzie są specjalistyczne ogniwa zwane spinkami (zapinkami).

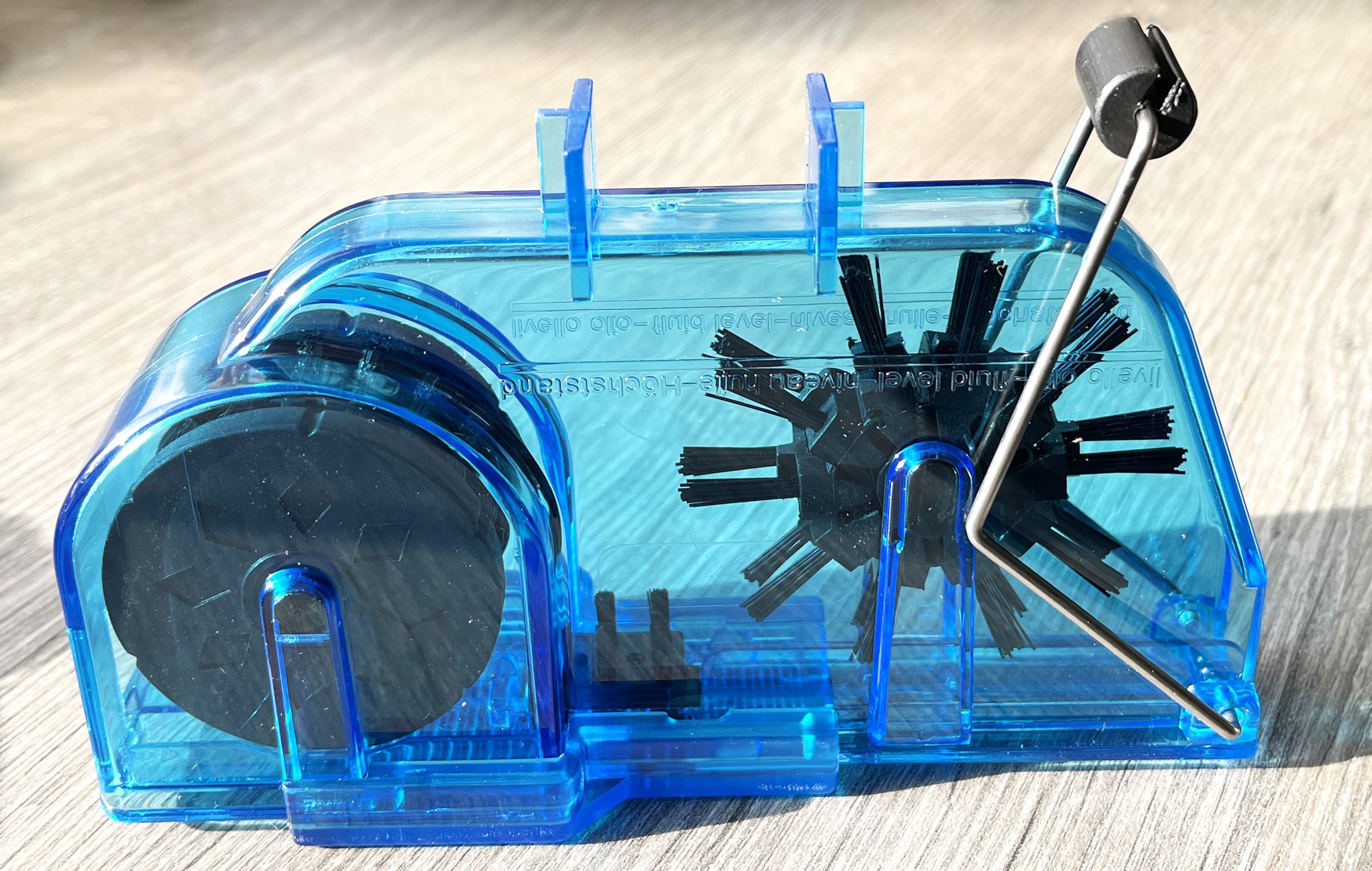
Przyrząd do czyszczenia łańcucha rowerowego

 Dostępne są również środki lub przyrządy (maszynki) do czyszczenia łańcucha bez potrzeby zdejmowania go z roweru, jednak ich skuteczność jest mniejsza.

### Smarowanie

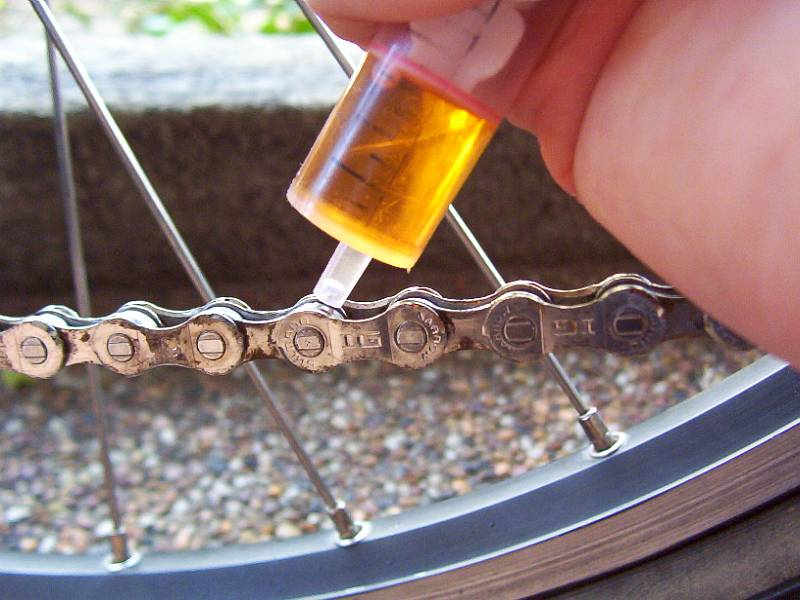
Smarowanie łańcucha

Do smarowania łańcucha można użyć dowolnego oleju o małej lepkości. Zarówno oleje do pił łańcuchowych, jak i dedykowane specyfiki rowerowe, dobrze spełniają swoje zadanie. Smarowanie najłatwiej przeprowadzić na łańcuchu założonym na rowerze. Olej zakrapla się od góry na rolki dolnego przebiegu łańcucha. Po nasmarowaniu całości, ustawia się przerzutki tak, by łańcuch znalazł się na najmniejszych zębatkach z przodu i z tyłu oraz obraca korbami do tyłu przez kilkadziesiąt sekund, by olej dobrze spenetrował wnętrze łańcucha. Przed jazdą warto jeszcze przetrzeć łańcuch z zewnątrz szmatką, by nie łapał zanieczyszczeń.
Mniej popularne, ale również stosowane, są smary woskowe. Ich zaletą jest mniejsza podatność na zanieczyszczenia, wadą brak zdolności do penetracji łańcucha.

## Wydłużenie łańcucha

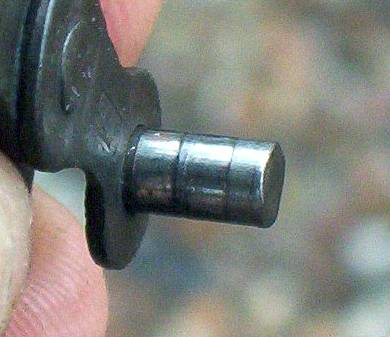
Wytarte ślady na sworzniu

Wraz z przebiegiem, łańcuch ulega wydłużeniu, gdyż przechodząc przez koła łańcuchowe i rolki jest załamywany i prostowany. Proces ten nie oznacza jednak zwiększania długości blaszek lub innych elementów łańcucha poprzez odkształcenia plastyczne. Podziałka łańcucha zwiększa się w wyniku ścierania się powierzchni trących o siebie, czyli kołnierzy blaszek wewnętrznych (lub tulejek w łańcuchach starego typu) i sworzni.
Jednocześnie łańcuch powoduje ścieranie powierzchni zębów zębatek. Im bardziej zużyty łańcuch, tym jego rolki opierają się o coraz wyższe partie zębów, które są cieńsze. W skrajnym przypadku ubytek materiału zębatek jest tak duży, że łańcuch zaczyna przeskakiwać i nie jest w stanie przenieść napędu. Zmiana łańcucha na nowy tylko pogłębia problem, gdyż jego podziałka jest mniejsza niż podziałka zębatek. Rozwiązaniem jest oszlifowanie zębatek w celu przywrócenia zębom ich oryginalnego kształtu albo lepiej wymiana całego napędu, dlatego warto sprawdzać od czasu do czasu stan wyciągnięcia łańcucha i po przekroczeniu granicznej wartości wymienić na nowy. Umownie, dopuszczalne wydłużenie łańcucha wynosi 1%. Najprostszym sposobem jego pomiaru jest zmierzenie długości 10 kolejnych ogniw, która w nowym łańcuchu wynosi 5 cali, czyli 127 mm. Gdy wartość ta zaczyna przekraczać 128 mm należy łańcuch zmienić. Tempo zużywania łańcucha zależy od warunków i stylu jazdy, sposobu konserwacji i stosowanych przełożeń. W rowerze górskim łańcuch może osiągnąć wydłużenie 1% już po 1000 km, podczas gdy w rowerze szosowym dopiero po 10 tysiącach km.

## Sposoby łączenia
Łańcuchy rowerowe są łączone w pętlę na dwa sposoby:

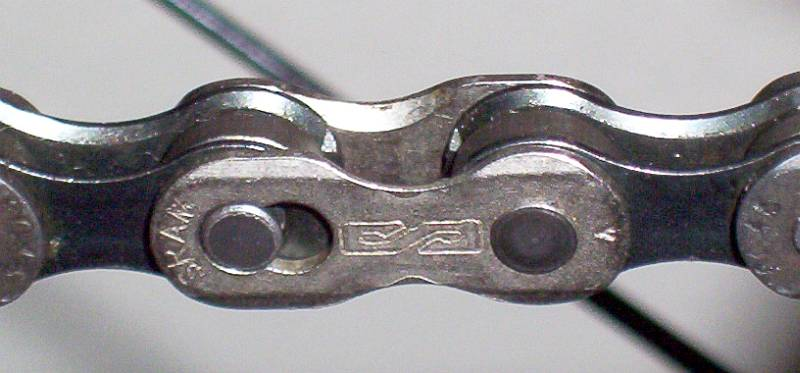
Spinka SRAM PowerLink

- poprzez zastosowanie specjalnych ogniw łączących, zwanym spinkami (lub rzadziej zapinkami) do łańcucha. Ogniwa takie składają się z pary blaszek zewnętrznych ze sworzniami i posiadają rodzaj zatrzasku, który spina się po prostu mocno palcami bez użycia narzędzi. Zapinki ułatwiają montaż łańcucha i w praktyce gwarantują wystarczającą wytrzymałość.
- poprzez skucie skrajnych ogniwek – stosuje się do tego celu skuwacz (imadełko do łańcucha) składający się ze śruby i specjalnego gniazda, w które wkłada się łączone ogniwka. Skucie następuje przez dokręcenie śruby, która wciska sworzeń z blaszki[5].